# موسیقی کودورو
موسیقی کودورو (انگلیسی: Kuduro) یک سبک موسیقی برگرفته از نوعی رقص با همین نام در کشور آنگولا می باشد. این موسیقی در اواخر دهه هشتاد میلادی در لوآندا ساخته شد و شباهت زیادی به ریتم کیزومبا دارد. در این موسیقی تکنو به همراه آکوردئون می باشد که در کشور پرتغال با کسر میزان چهار چهارم پخش می شود. متن ترانه های موسیقی کودورو اغلب به زبان پرتغالی می باشد.